# Курбанов, Курбан Сайгидахмедович
Курбан Саидахмедович Курбанов (род. 21 марта 1985) — борец вольного стиля, призёр чемпионата мира, чемпион Азии. Заслуженный мастер спорта. Заместитель мэра города Махачкалы (2016—2019). Руководитель «Центра проектной деятельности» ГАУ РД «ЦПП РД»(2020-2024)

## Биография
Родился в 1985 году. Является воспитанником СДЮШОР им. Г. Гамидова (Махачкала, Россия). Тренировался у Анвара Магомедгаджиева. Обладатель Кубка России. Победитель многих международных турниров, в том числе итоговых «Golden Gran Prix» в 2007 и 2008 годах. В 2007 году стал бронзовым призёром чемпионата Мира в составе сборной Узбекистана. В 2008 году выиграл чемпионат Азии. На Олимпийских играх в Пекине занял 7-е место. В 2010 году завоевал серебряную медаль Азиатских игр. В 2011 году на Кубке Мира одержал победы во всех своих схватках, в том числе над чемпионом Европы Али Исаевым и олимпийским чемпионом Бахтияром Ахмедовым. В 2011 году вновь стал чемпионом Азии. В 2012 году принял участие в Олимпийских играх в Лондоне, заняв 4-е место. Является Заслуженным мастером спорта по вольной борьбе.
С 2003 года является членом партии «Единая Россия», работал в её Махачкалинском исполкоме. В 2007 году вошёл в Махачкалинский политсовет партии «Единая Россия», был делегатом на региональных конференциях «Единой России». С 2007 году руководил Махачкалинским штабом «Молодой гвардии Единой России». В 2010 году входил в состав рабочей группы по формированию молодёжной политики в СКФО при А. Г. Хлопонине. В 2009—2010 годах был депутатом Молодёжного парламента при Народном собрании Республики Дагестан. Депутат городского собрания Махачкалы в 2010—2012 годах. В 2012—2016 годах был Заместителем главы администрации Кировского района города Махачкалы, курировал вопросы градостроительства и безопасности. С 2016 года — Заместитель главы администрации города Махачкалы. С 2018 по 2019 годы — начальник Управления архитектуры и градостроительства города Махачкалы (продолжая быть в ранге Заместителя главы администрации города). С июня 2020 года — начальник отдела проектной деятельности Агентства по предпринимательству и инвестициям Республики Дагестан. С октября 2021 года по январь 2024г. - Руководитель «Центра проектной деятельности» ГАУ РД «ЦПП РД»